# 세이두 둠비아
세이두 둠비아(프랑스어: Seydou Alan Doumbia, 1987년 12월 31일 ~)는 과거 공격수로 활약했던 코트디부아르의 전 축구 선수다.

## 수상
코트디부아르
- 2012년 아프리카 네이션스컵 준우승
- 2015년 아프리카 네이션스컵 우승

개인
- 스위스 슈퍼리그 득점왕 : 2008-09, 2009-10
- 스위스 슈퍼리그 올해의 선수상 : 2009, 2010
- 2011-12 러시아 프리미어리그 득점왕